# Bonjour la galère !
Bonjour la galère ! est le premier roman écrit par Philippe Adler en 1984. Il raconte le divorce à l'amiable de parents dont les enfants tentent d'influencer le cours des événements.

## Personnages
- Alexandre : le père, chroniqueur de jazz et de rock and roll, glandeur, flambeur et dragueur
- Dominique : la mère, styliste de mode
- Stéphane : le fils, 14 ans
- Raphaëlle : la fille, 12 ans
- Robert : ami du père, surnommé Tonton Rô-Rô
- Thierry : meilleur copain de Stéphane dont les parents sont divorcés. Il vit avec sa mère et voit son père un dimanche par mois
- Faboulère :
- Isabelle : travaille dans le cinéma, la production ; nouvelle conquête d'Alexandre, ils se sont rencontrés au Festival de Cannes sur un yacht ; elle ne peut pas avoir d'enfant
- Willem : copain belge d'Alexandre ayant deux enfants, architecte,
- Fakir Magicanus : magicien transmetteur de pensée et hypnotiseur en été et clown en hiver, copain de régiment de Willem et Alexandre
- M. Glésias : peintre en bâtiment, le mari de la concierge
- Henri : joueur de tennis et amant de Dominique
- Marc Gambado : documentaliste et ami d'Alexandre
- Christine : secrétaire de Marc Gambado
- Fox-Trot : la chatte de la famille
- Hervé : il travaille dans l'immobilier et c'est le nouveau Jules de Dominique
- Jacky : agent secret en Afrique, professeur de karaté et d'aïkido, copain de fac d'Alexandre
- Michèle : tire les cartes et fait de l'astrologie avec Isabelle

## Récit
Alexandre et Dominique se sont rencontrés dans un café, le Select à Montparnasse, à la fin des années 1960. Alexandre terminait ses études de droit pour faire plaisir à son père puis il est devenu journaliste spécialisé dans le jazz et le rock and roll. Ils se sont mariés, Dominique a été rapidement enceinte de Stéphane, Raphaëlle est née 2 ans plus tard. Malheureusement, les relations du couple se sont dégradées progressivement. Les parents se sont organisés pour ne rien dire aux enfants. Quand l'un rentre, l'autre part. Enfin, le père a avoué aux enfants qu'ils ne s'aimaient plus comme avant. Les enfants sont partis en vacances à la montagne avec leur père puis à la mer avec leur mère. Alexandre a présenté aux enfants Isabelle avant qu'elle vienne habiter avec eux. Évidemment, l'alternance est arrivée, huit jours avec le père puis huit jours avec la mère. Alors, a commencé la lutte sournoise des enfants. Dominique étant venue chercher des affaires à l'appartement légitime, elle a fait la connaissance d'Isabelle. Le divorce prononcé, les enfants vivent avec leur mère dans l'ancien appartement légitime sans le joueur de tennis et voient leur père chez Isabelle où vit également leur chatte. Dominique a changé de jules. Alexandre a demandé Isabelle en mariage et Dominique convole à son tour avec Hervé. Dominique est enceinte de jumeaux et Isabelle va avoir un enfant.

## Style
C'est un journal de bord écrit par un adolescent qui refuse la séparation de ses parents, à la fois drôle et émouvant.